# Veľký Folkmar
Veľký Folkmar (maďarsky Folkmár, Nagyfolkmár, Nagysolymár) je obec v okrese Gelnica na Slovensku.

## Geografie
Obec Veľký Folkmar leží na severovýchodě Slovenského rudohoří, v oblasti Volovských vrchů, resp.v podcelku Kojšovská hoľa, v údolí, kterou protéká Kojšovský potok. Jsou zde úzké, hluboce vřezané kaňonovité říční doliny tvaru „V“, strmé bralnaté svahy i skalní útvary (Folkmarská skála, Bílá skála, Hoľa, Dziery, Červené skály aj.).

## Příroda
Květena Volovských vrchů, jejichž součástí je Folkmarská skála se svým okolím, patří do oblasti západokarpatské květeny. Klimatické a geologické poměry i geohistorický vývoj flóry podmínily bohatost a různorodost rostlinstva území. Na výslunních jižně orientovaných skalnatých stráních Folkmarské skály se vyskytuje několik xerotermních druhů, které zdomácněly mezi druhy horskými a vysokohorskými, čímž dodávají území své osobité kouzlo. Zdomacnily zde i takové druhy jako: hvězdnice alpská či koniklec slovenský. Okolní flóra je bohatá na léčivé rostliny, jako jsou: bez černý, jahodník obecný, hluchavka bílá, kostival lékařský, třezalka tečkovaná, máta peprná, řebříček obecný, kopřiva dvoudomá, šalvěj lékařská a další.
Trvale se zde nachází jelen evropský, resp. jelen karpatský, daněk evropský, rys ostrovid a další. V hlubokých lesích se pohybuje vlk obecný a medvěd hnědý.

## Historie
Obec se poprvé zmiňuje v roce 1336 s názvem Villa Volkmari. Její obyvatelé se živili převážně hornictvím, hámernictvím, uhlířstvím a dřevorubectvím. V roce 1920 obdržela obec nynější pojmenování – Veľký Folkmar.

## Památky
- Římskokatolický kostel sv. Michala archanděla, z roku 1920, stojí na místě starší stavby.[3]
- Evangelický kostel z roku 1927, stojí na místě starší stavby.[4]